# Lucjan Kowalewski
Lucjan Kowalewski (ur. 1950 w Białej, zm. 30 sierpnia 2022) – polski malarz, malarz współczesny. Należał do tak zwanych artystów abstrakcyjnych, zbliżonych do nurtu informel. 
Choć nigdy nie studiował w Akademii Sztuk Pięknych zyskał uznanie krytyki i w 1981 roku został członkiem Związku Polskich Artystów Plastyków. Brał udział w licznych wystawach w Polsce i za granicą. Zajmował się także rzeźbą (głównie w brązie), ceramiką i projektowaniem wnętrz. 
Jego prace znajdują się w galeriach sztuki i kolekcjach prywatnych między innymi w Polsce, Anglii, Japonii, Szwecji, Kanadzie, Australii, USA, Meksyku i we Włoszech.